# Myrmecodesmus analogous
Myrmecodesmus analogous är en mångfotingart som först beskrevs av Ottis Robert Causey 1971.  Myrmecodesmus analogous ingår i släktet Myrmecodesmus och familjen fingerdubbelfotingar. Inga underarter finns listade i Catalogue of Life.